# Katastrofa kolejowa w Balvano

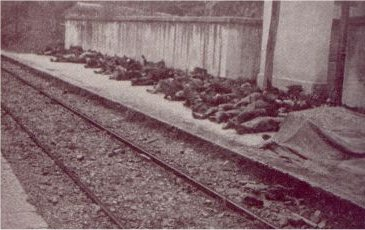
ciała ofiar tragedii leżące na peronie

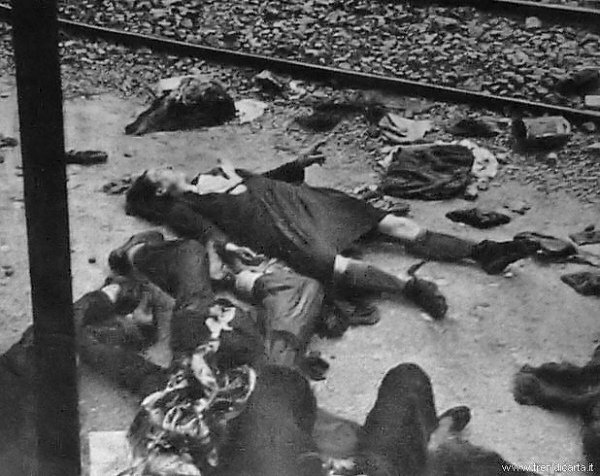
ciała ofiar tragedii

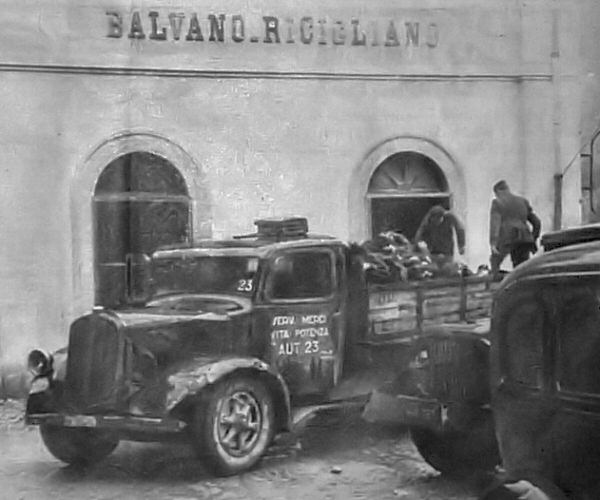
transport ciał ofiar na miejscowy cmentarz

Katastrofa kolejowa w Balvano – wypadek kolejowy, do jakiego doszło tuż po północy 3 marca 1944 we Włoszech w pobliżu miejscowości Balvano, podczas którego co najmniej 517 osób znajdujących się w przejeżdżającym przez tunel pociągu uległo śmiertelnemu zaczadzeniu.

## Przebieg zdarzenia
Wieczorem 2 marca 1944 pociąg wyjechał z Neapolu do Potenzy. Składał się z 47 wagonów i miał masę ok. 520 ton. Pierwsza część podróży przebiegała po równinie, po której pociąg ciągnęła lokomotywa elektryczna. Następnie pociąg wjechał na bardziej stromy, niezelektryfikowany odcinek linii kolejowej, gdzie dołączono do niego dwie lokomotywy parowe. W pociągu było ok. 600 pasażerów, co spowodowało jego znaczne przeciążenie. Po północy pociąg wjechał do wąskiego i słabo wentylowanego tunelu o długości ok. 2 km i nachyleniu 1,3%. Kiedy lokomotywy wjechały do tunelu, koła przeładowanego pojazdu zaczęły się po ślizgać po wilgotnych lub oblodzonych szynach, a pociąg zaczął tracić prędkość, aż się zatrzymał, gdy prawie wszystkie wagony znalazły się w tunelu.
Krótko przed tym tunelem przejechał inny pociąg, w konsekwencji czego powietrze w tunelu było już mocno wypełnione dymem. Próby kontynuowania jazdy poprzez zwiększenie mocy lokomotyw przez spalanie większych ilości węgla, w połączeniu z małą ilością tlenu w tunelu, spowodowały bardzo wysoką zawartość tlenku węgla w dymie. W rezultacie załoga lokomotywy oraz pasażerowie ulegli śmiertelnemu zaczadzeniu. Ci, którzy przeżyli znajdowali się głównie w ostatnich wagonach, które pozostały na zewnątrz tunelu. Według oficjalnych danych w katastrofie śmierć poniosło 517 osób. Nieoficjalne dane podają liczbę ok. 600 ofiar.
Ze względu na dużą liczbę zmarłych, brak środków finansowych i ubóstwo ofiar, indywidualny pochówek zapewniono jedynie pracownikom kolei. Pasażerów pochowano bez nabożeństwa w masowych grobach na cmentarzu w Balvano.
Była to najbardziej tragiczna pod względem liczby ofiar śmiertelnych katastrofa kolejowa w historii Włoch.